# Izaak (Manderfro)
Abuna Izaak (w języku angielskim również Abuna Yesehaq Manderfro lub Abouna Yesehaq, ur. 1933 w Etiopii, zm. 29 grudnia 2005 w Newark, USA) – abuna to jego tytuł kościelny w odłamie ortodoksyjnego Kościoła etiopskiego; odpowiada on mniej więcej tytułowi metropolity.
Był on założycielem ponad 70 chrześcijańskich wspólnot rastafariańskich na Jamajce, Karaibach i w USA, które z jego inicjatywy w latach 90. oddzieliły się od struktury kościelnej w Etiopii (mimo braku istotnych różnic w doktrynie).
Duchowy nauczyciel m.in. Boba Marleya, którego ochrzcił, przewodniczył również jego ceremonii pogrzebowej.
Zmarł 29 grudnia 2005 w Newark na Wschodnim Wybrzeżu USA. Po uroczystościach pogrzebowych m.in. w Waszyngtonie i Dallas został pochowany w styczniu 2006 na Jamajce.